# Coppa Italia Dilettanti 1983-1984
La Coppa Italia Dilettanti 1983-1984 è stata la 18ª edizione di questa competizione calcistica italiana. È stata disputata con la formula dell'eliminazione diretta ed è stata vinta dal Montevarchi.
Dopo l'entrata in vigore della Legge n. 91 del 23 marzo 1981 che ha abolito il calcio semiprofessionistico, le squadre del Campionato Interregionale (5º livello nazionale, primo dilettantistico) partecipano a questa coppa, assieme a quelle di Promozione (1º livello regionale, 6º nazionale). Il torneo viene diviso in due "binari" per le due categorie fino ai quarti di finale, dove approderanno 3 squadre di Interregionale e 5 di Promozione.
L'edizione, come detto sopra, è stata vinta dal Montevarchi, che superò in finale il Suzzara; le altre semifinaliste furono Contarina e Battipagliese.

## Fasi Interregionale e Promozione
Dalle due fasi eliminatorie sono giunte Contarina, Leffe e Montevarchi (dal Campionato Interregionale 1983-1984), Battipagliese, Medese, Suzzara, più altre due squadre (dalla Promozione 1983-1984).

## Quarti di finale
| Squadra 1           | Totale      | Squadra 2    | Andata | Ritorno |
| ------------------- | ----------- | ------------ | ------ | ------- |
| (LOM) Suzzara       | 2 – 2 (dtr) | Leffe (LOM)  | 1 – 1  | 1 – 1   |
| (TOS) Montevarchi   | 3 – 0       | Medese (LOM) | 3 – 0  | 0 – 0   |
| (VEN) Contarina     | ?           | ?            | ?      | ?       |
| (CAM) Battipagliese | ?           | ?            | ?      | ?       |

## Semifinali
| Squadra 1           | Totale | Squadra 2         | Andata | Ritorno |
| ------------------- | ------ | ----------------- | ------ | ------- |
| (LOM) Suzzara       | 4 – 0  | Contarina (VEN)   | 1 – 1  | 2 – 0   |
| (CAM) Battipagliese | 4 – 6  | Montevarchi (TOS) | 2 – 0  | 2 – 6   |

## Finale
Alla finale giungono il Montevarchi (che milita nel girone E dell'Interregionale) ed il Suzzara (girone C della Promozione Emilia-Romagna) e viene disputata a Chioggia.
| Arbitro: | Benazzoli (Bassano del Grappa) |

| |                      | |
| Niccolai 54’ | Marcatori            | 29’ (aut.) Taddei |
| Napolitano Niccolai Casucci Lombardi | Tiri di rigore 3 – 1 | Guidazzi Buttarelli Marmiroli Cavicchini |
| · Giacinti · Brilli · Capoduri · Lombardi · Renzoni · Taddei · 106’ Stilo · 101’ Malotti · Niccolai · Napolitano · Garozzo · A disposizione: · 101’ Masini · 106’ Casucci | Formazioni           | · Bottazzi · Sarzi · Marmiroli · Buttarelli · Azzi · Facchi · Marangon · Paccini 102’ · Cavicchini · Guidazzi · Foglia · A disposizione: · Della Corte 102’ |
| Caroni | Allenatori           | Rossini |